# Донзнак
Донзна́к (фр. и окс. Donzenac) — коммуна во Франции, находится в регионе Лимузен. Департамент — Коррез. Административный центр кантона Донзнак. Округ коммуны — Брив-ла-Гайярд.
Код INSEE коммуны — 19072.
Коммуна расположена приблизительно в 410 км к югу от Парижа, в 75 км южнее Лиможа, в 20 км к западу от Тюля.

## Население
Население коммуны на 2008 год составляло 2440 человек.
| 1962 | 1968 | 1975 | 1982 | 1990 | 1999 | 2008 |
| ---- | ---- | ---- | ---- | ---- | ---- | ---- |
| 2059 | 1884 | 1795 | 1908 | 2050 | 2143 | 2440 |

## Экономика
В 2007 году среди 1488 человек в трудоспособном возрасте (15-64 лет) 1094 были экономически активными, 394 — неактивными (показатель активности — 73,5 %, в 1999 году было 71,7 %). Из 1094 активных работали 1012 человек (534 мужчины и 478 женщин), безработных было 82 (30 мужчин и 52 женщины). Среди 394 неактивных 128 человек были учениками или студентами, 161 — пенсионерами, 105 были неактивными по другим причинам.

## Города-побратимы
- Вольфрамс-Эшенбах (Германия)
- Риш (Франция)

## Достопримечательности
- Дом XVII века на Рыночной площади. Памятник истории с 1967 года[3]
- Дом XIII века на улице Пюи-Субр. Памятник истории с 1967 года[4]
- Крыльцо дома на улице Пюи-Субр (XIII век). Памятник истории с 1967 года[5]
- Церковь Сен-Мартен[фр.] (XIV—XV века). Памятник истории с 1932 года[6]
- Часовня Пенитан (XV век). Памятник истории с 1967 года[7]

## Фотогалерея

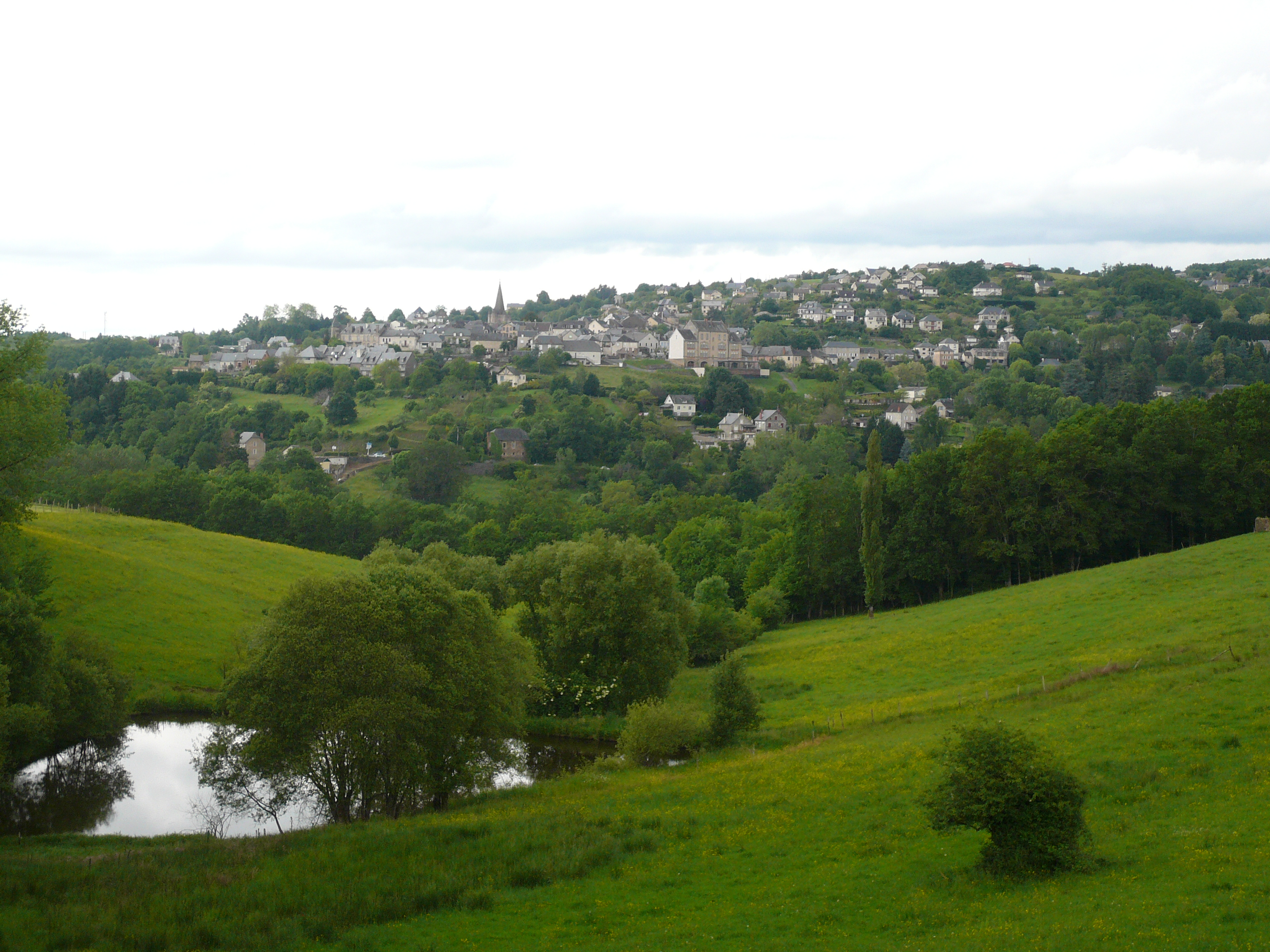
Донзнак
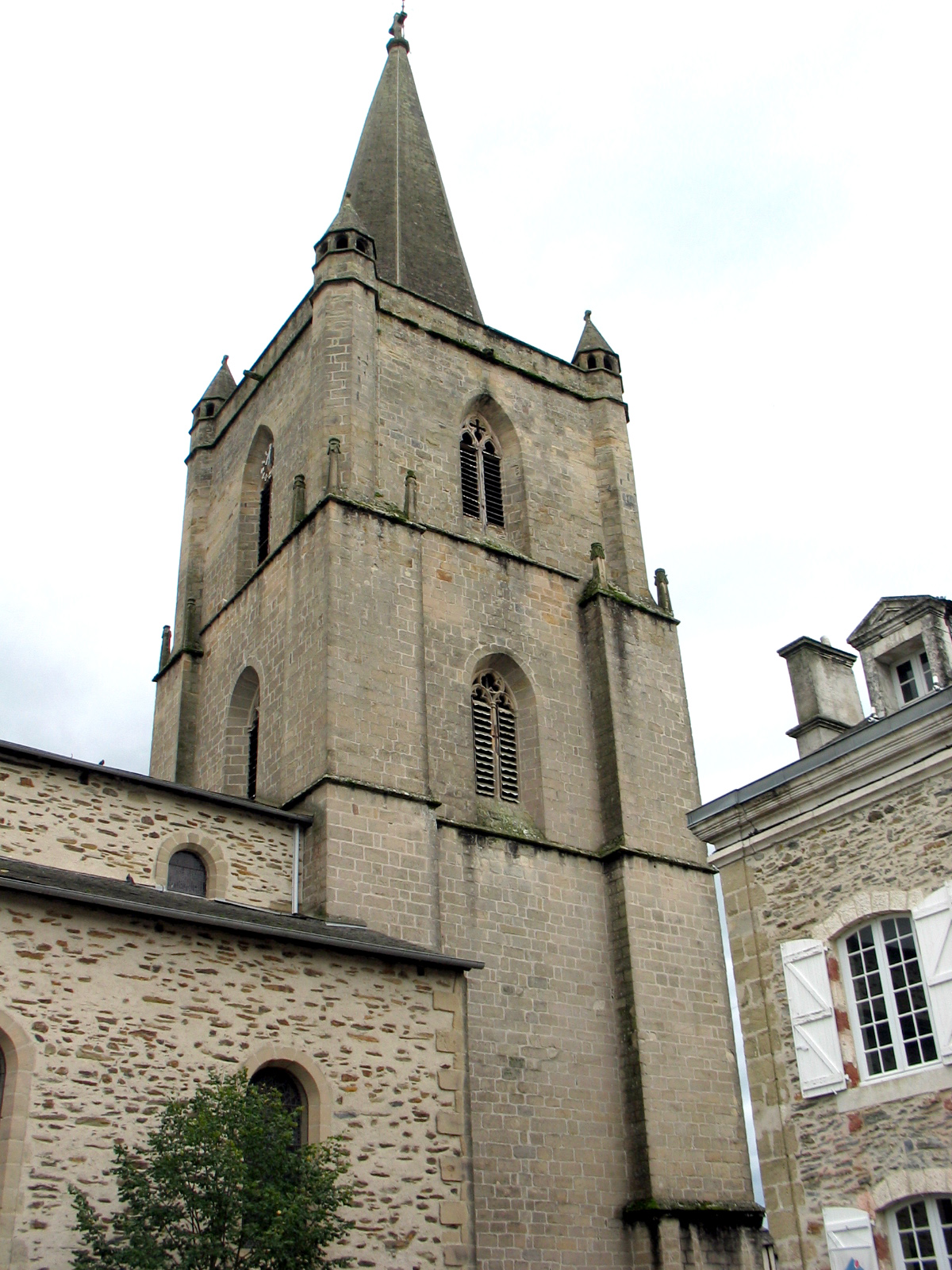
Церковь Сен-Мартен
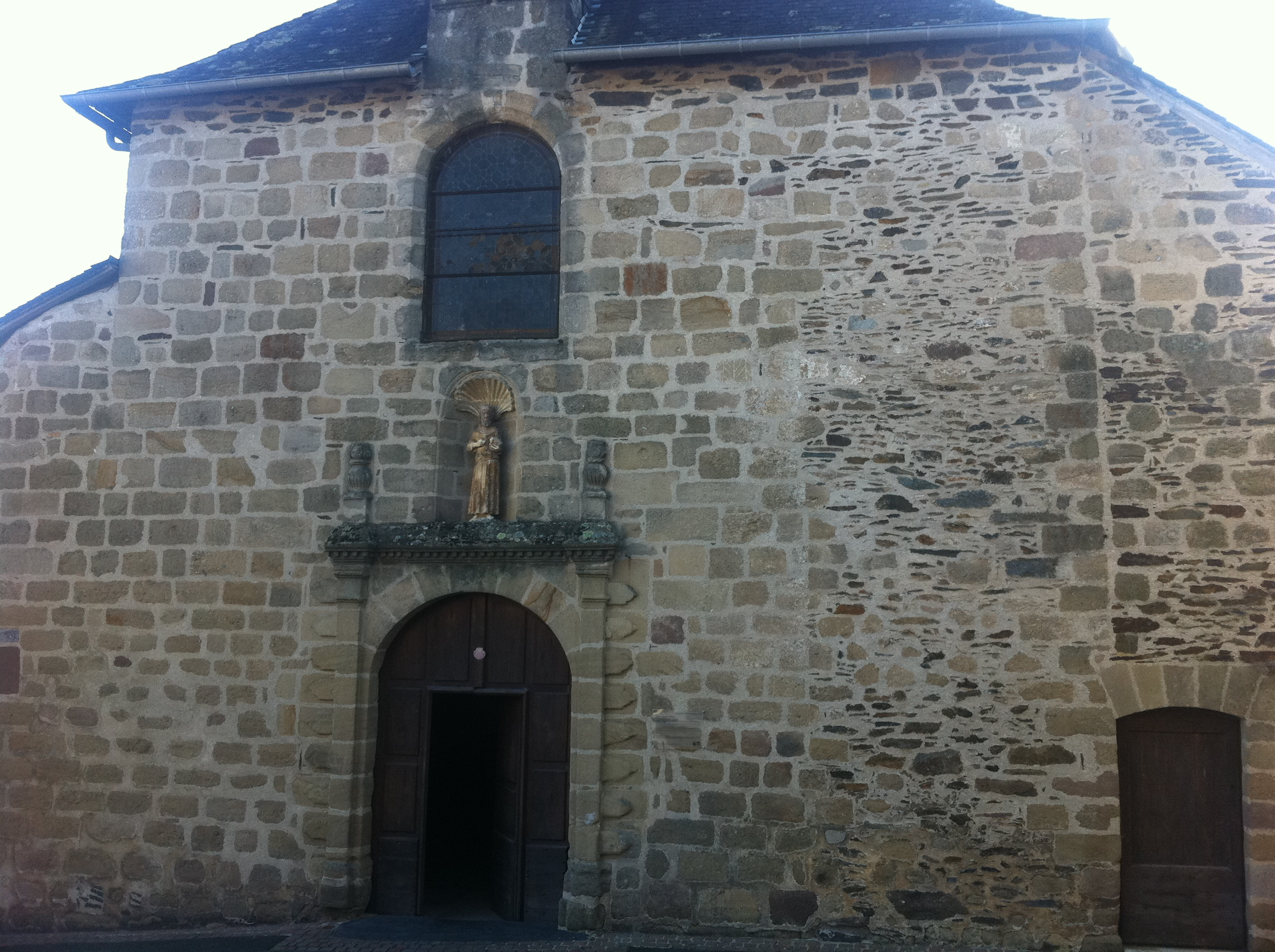
Часовня Пенитан
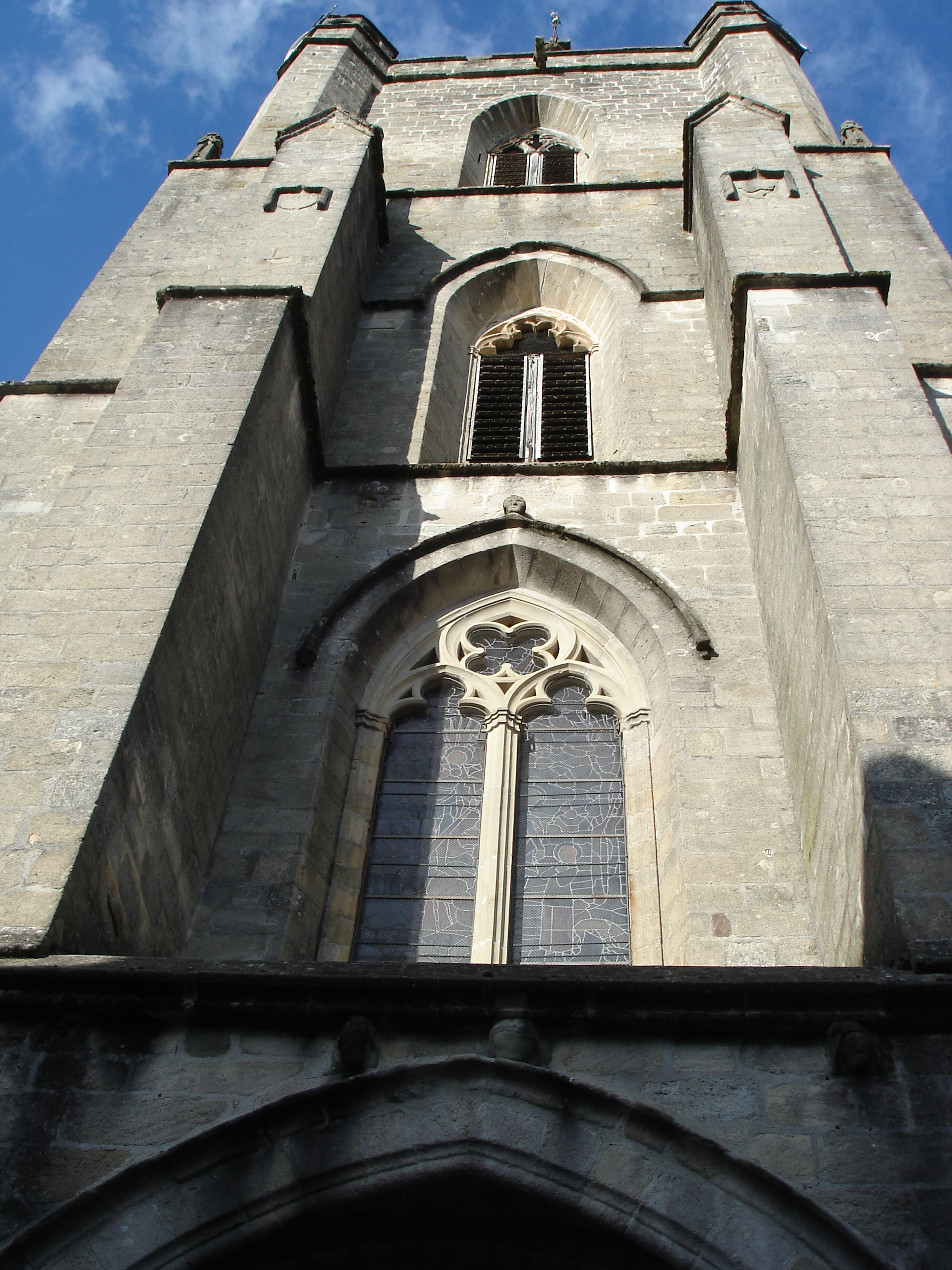
Церковь Донзнак
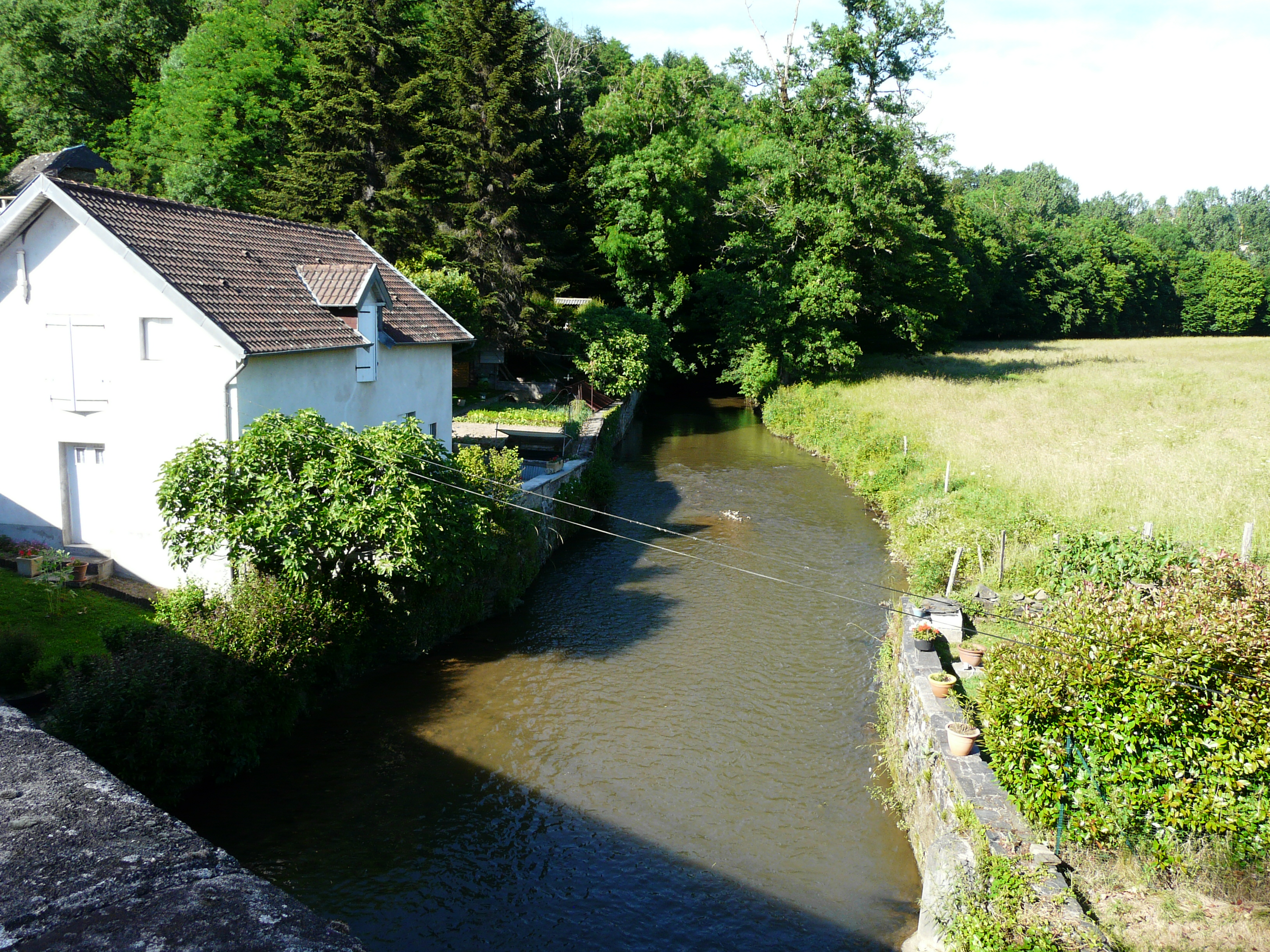
Река Момон[фр.]